# اسپینئا
اسپینئا (به ایتالیایی: Spinea) یک کومونه در ایتالیا است که در استان ونیز واقع شده‌است. اسپینئا ۱۵٫۰۲ کیلومتر مربع مساحت و ۲۷٬۰۴۱ نفر جمعیت دارد و ۶ متر بالاتر از سطح دریا واقع شده‌است.

## خواهرخوانده
شهر ورولی خواهرخواندهٔ اسپینئا هست.